# 308 Batalion Wschodni
308 Batalion Wschodni (niem. Ost-Bataillon 308, ros. 308-й восточный батальон) – oddział wojskowy Wehrmachtu złożony z Rosjan podczas II wojny światowej.

## Historia
W październiku 1941 r. w okupowanym Rżewie został sformowany ochotniczy specjalny oddział przeznaczony do walki z partyzantami pod nazwą Partisanenheertruppe. Podlegał niemieckiemu XXIII Korpusowi Armijnemu gen. Albrechta Schuberta. Liczył ponad 100 żołnierzy spośród jeńców wojennych z Armii Czerwonej, na czele których stanął kpt. A. N. Podraniencow. Zwalczał partyzantów w rejonie Rżewa. W maju 1943 r. oddział został zasilony kolejnymi kilkuset czerwonoarmistami z obozu jenieckiego pod Rżewem, stając się 308 Batalionem Wschodnim. Jego liczebność osiągnęła ok. 1 tys. żołnierzy. Dowództwo objął kpt. Władimir A. Wtorow. Batalion był podporządkowany 2 Armii gen. Waltera Weissa. Składał się z trzech kompanii. Na przełomie 1944/1945 r. został przemianowany na Russisches Bataillon 308. Podlegał wówczas 9 Armii gen. Smilo Freiherr von Lüttwitza. W lutym 1945 r. wycofano go z frontu wschodniego, przenosząc do obozu szkoleniowego w Münsingen, gdzie wszedł w skład nowo formowanej 1 Dywizji Piechoty Sił Zbrojnych Komitetu Wyzwolenia Narodów Rosji.